# Верьте мне
«Верьте мне» (фр. Faites-moi confiance) — французский кинофильм 1953 года режиссёра Жиля Гранжье.

## Сюжет
Иллюзионист Макс (Заппи Макс) мечтает попасть в труппу мюзик-холла, но его номер оставляет равнодушным мсье Бомбардона, руководителя мюзик-холла. Чтобы подготовить более интересный номер, Макс едет к своему другу Мерлину, обладателю коллекции различных диковин, и выбирает из них старинные напольные часы. Войдя в них, человек появляется в другом месте. Придя домой, Макс экспериментирует с часами, оказывается запертым в них и засыпает. И снится ему удивительный сон…